# George V (métro de Paris)
Pour les articles homonymes, voir George V.
George V est une station de la ligne 1 du métro de Paris, située à la limite du quartier des Champs-Élysées et du quartier du Faubourg-du-Roule, dans le 8e arrondissement de Paris.

## Situation
La station est implantée sous l'avenue des Champs-Élysées, au débouché de l'avenue George-V. Approximativement orientée selon un axe nord-ouest/sud-est, elle s'intercale entre les stations Charles de Gaulle - Étoile et Franklin D. Roosevelt. En direction de Château de Vincennes, elle est précédée d'un raccordement de service avec la ligne 6, embranché en talon.

## Histoire

### Mise en service
La station est ouverte le 13 août 1900, soit près de quatre semaines après la mise en service du premier tronçon de la ligne 1 entre Porte de Vincennes et Porte Maillot, intervenue le 19 juillet précédent et marquant officiellement la naissance du métro de Paris. Jusqu'à l'achèvement de la station, les rames de métro la traversaient sans y marquer l'arrêt.
Inaugurée sous le nom d'Alma, elle prend son toponyme actuel de George V le 27 mai 1920.

### Origine des noms
La station doit sa dénomination initiale d'Alma à sa proximité avec l'avenue de l'Alma, laquelle fait alors référence à la bataille de l'Alma (1854) qui s'est déroulée sur les rives de l'Alma lors de la guerre de Crimée. Cet événement est aujourd'hui commémoré à la station Alma - Marceau sur la ligne 9, faisant de George V la deuxième station sur une série de cinq sur le réseau à avoir cédé son toponyme inaugural à une station plus récente, après Saint-Placide (ligne 4) qui a donné le sien à la station Vaugirard (ligne 12). Suivront ensuite les stations Picpus (ligne 6),  Avenue Émile-Zola (ligne 10) ainsi que Dugommier (ligne 6), dont les noms originels seront repris respectivement par les stations Saint-Mandé (ligne 1), Commerce (ligne 8) et Charenton - Écoles (ligne 8).
Le nom actuel de George V, adopté en 1920, fait suite du changement d'appellation de l'avenue de l'Alma, intervenu le 14 juillet 1918 afin de rendre hommage au roi George V du Royaume-Uni (1865-1936). Avec Montparnasse - Bienvenüe (lignes 4, 6, 12 et 13), il s'agit ainsi d'une des deux seules station du métro de paris à avoir pris le nom d'une personnalité de son vivant.
Le 21 novembre 2003, afin de célébrer la visite du président des États-Unis George W. Bush au palais de Buckingham, des « admirateurs » de ce dernier rebaptisent la station George W - Souverain de Grande-Bretagne au moyen d'autocollants apposés aux plaques nominatives.
Le 19 septembre 2022, la RATP remplace la moitié des plaques nominatives sur les quais, le temps d'une journée, afin de rendre hommage à la reine Élisabeth II du Royaume-Uni, dont les funérailles se déroulent le jour même. La station est ainsi renommée « Elizabeth II », la souveraine britannique étant la petite-fille du roi George V honoré à ladite station. Le nom de la reine figure en lettres capitales avec la mention « 1926 - 2022 » inscrite au-dessous en caractères plus réduits, le tout sur un fond noir en signe de deuil au lieu du bleu nuit habituel des panneaux nominatifs de la RATP.

### Modernisations
Entre mai 1963 et décembre 1964, les quais sont rallongés de 75 à 90 mètres, comme dans la majorité des stations de la ligne 1 en parallèle de sa conversion au roulement pneumatique, afin de permettre l'accueil de nouvelles rames MP 59 dotées de six voitures, contre cinq pour l'ancien matériel Sprague-Thomson. Cette opération vise à augmenter le débit de la ligne pour faire face aux importantes surcharges chroniques apparues après la Seconde Guerre mondiale. Compte tenu de la moindre fréquentation de la station, l'extension des quais est réalisée par l'édification d'une « crypte » à son extrémité occidentale en l'occurrence, dont le plafond repose sur des piliers très rapprochés.
En parallèle, les piédroits sont partiellement revêtus d'un carrossage métallique avec des montants horizontaux verts, par la suite repeints en blanc, ainsi que des cadres publicitaires dorés éclairés par le haut. Cet aménagement, alors largement utilisé sur le réseau en tant que moyen de rénover les stations rapidement et à moindre coût, est ultérieurement complété de sièges de style « Motte » jaunes, lesquels rompent ainsi l'uniformité colorimétrique de la décoration.
Dans le cadre de l'automatisation de la ligne 1, le point d'arrêt est rénové avec le retrait définitif du carrossage publicitaire sur les piédroits, et les quais sont rehaussés du 29 octobre au 2 novembre 2008 afin de recevoir des portes palières, dont la pose se déroule en février 2011.

### Fréquentation
Selon les estimations de la RATP, la station a vu entrer 6 643 262 voyageurs en 2019, ce qui la place à la 46e position des stations de métro pour sa fréquentation. En 2020, avec la crise du Covid-19, son trafic tombe à 2 871 038 voyageurs, la reléguant alors au 58e rang, avant de remonter progressivement en 2021 avec 3 842 260 entrants comptabilisés, ce qui la rétrograde toutefois à la 63e position des stations du réseau pour sa fréquentation cette année-là.

## Services aux voyageurs

### Accès
La station dispose de deux accès débouchant de part et d'autre de l'avenue des Champs-Élysées :
- l'accès 1 « Champs-Élysées », constitué d'un escalier fixe orné d'une balustrade en pierre de l'architecte Joseph Cassien-Bernard, se trouvant au droit du no 118 de ladite avenue ;
- l'accès 2 « Avenue George-V », constitué d'un escalier fixe doublé d'un escalier mécanique montant, se situant face au no 101, entre l'avenue George-V et la rue de Bassano.

Dans les couloirs d'accès aux quais, certains panneaux indiquant la liste des stations de la ligne jusqu'à chaque terminus ont la particularité d'employer la police de caractères Helvetica, testée dans certaines stations du réseau dans les années 1990 avant la création de la typographie Parisine qui se généralisera par la suite à l'ensemble de la signalétique de la RATP.

Accès à la station
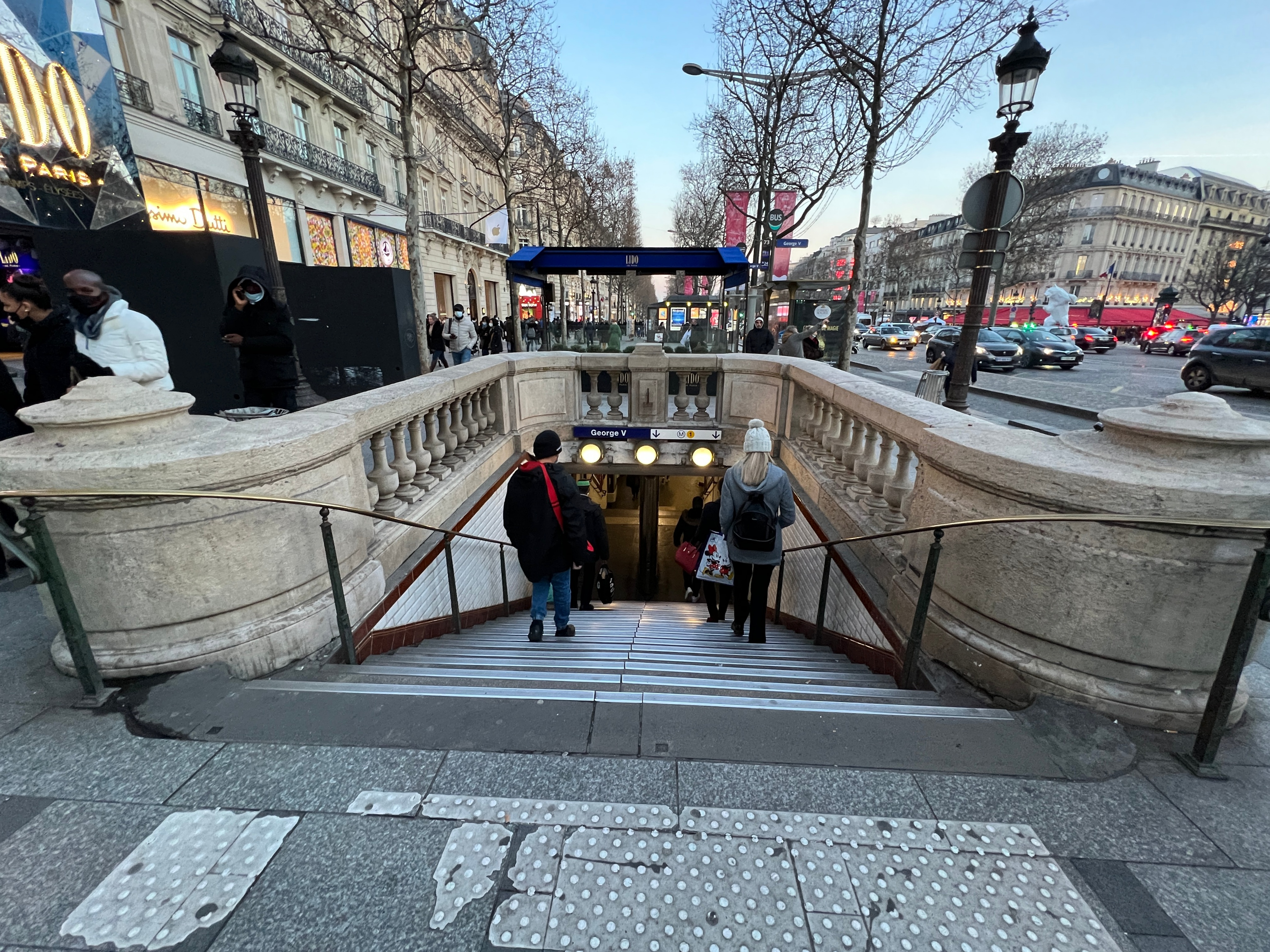
L'accès no 1 « Champs-Élysées ».
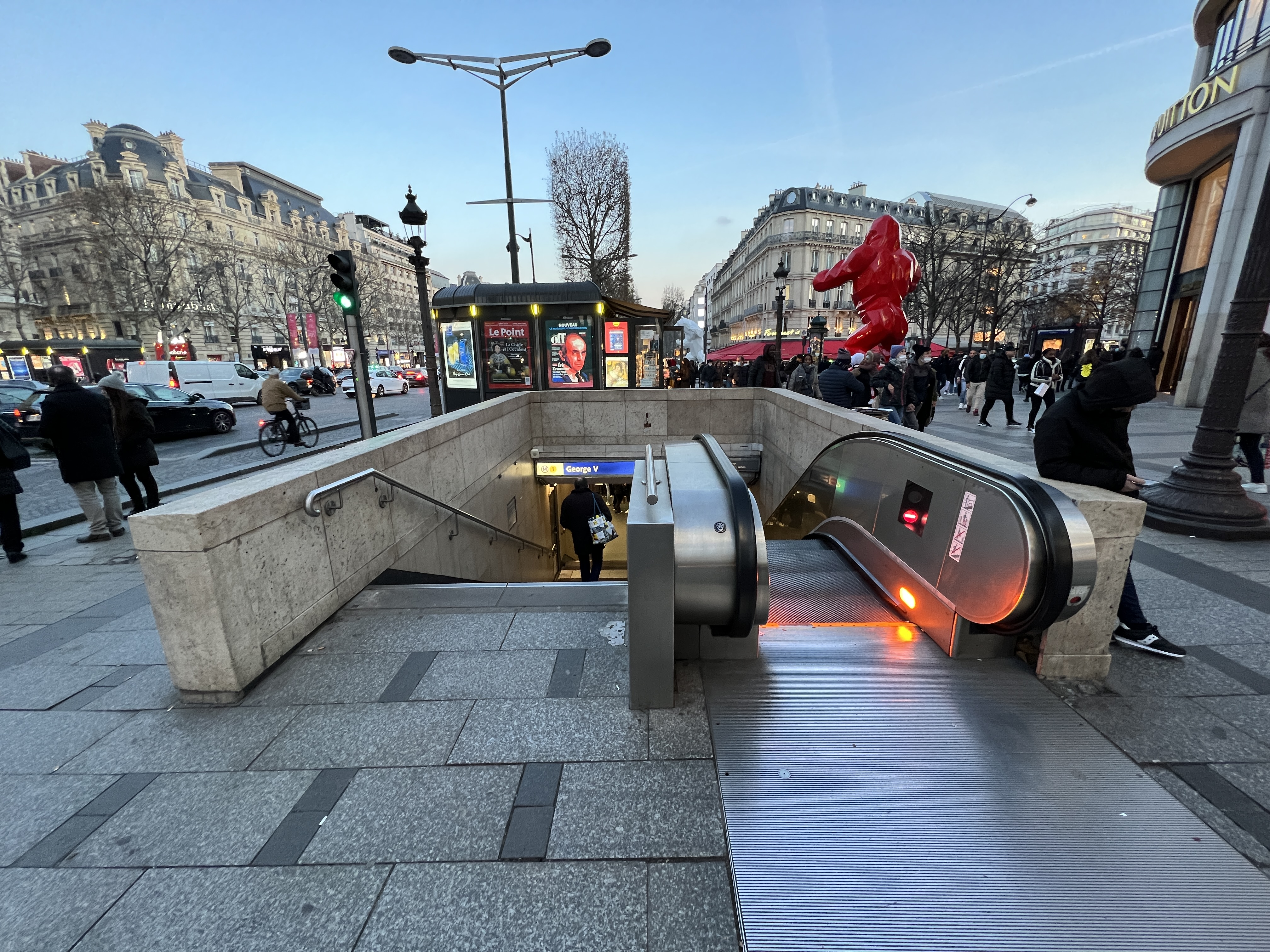
L'accès no 2 « Avenue George-V ».

### Quais

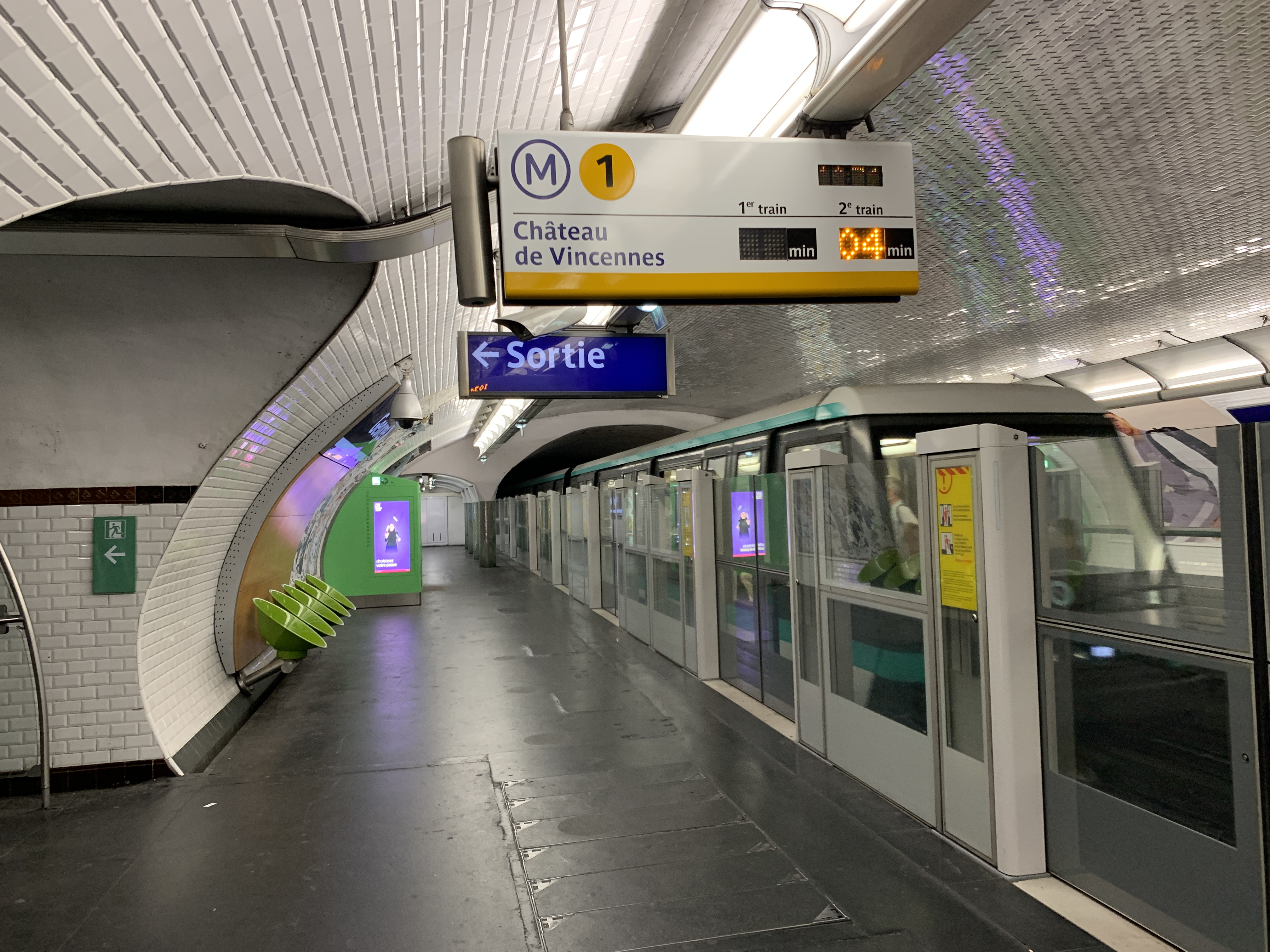
Quai en direction de Château de Vincennes. Au fond, la crypte édifiée dans les années 1960 lors du passage de la ligne aux rames de six voitures.

George V est une station de configuration standard : elle possède deux quais, d'une longueur de 90 mètres, séparés par les voies du métro situées au centre et la voûte est elliptique. Une crypte de 15 mètres de long, dont le plafond repose sur des piliers très rapprochés, la prolonge toutefois à son extrémité occidentale depuis le passage de la ligne aux rames à six voitures dans les années 1960.
La décoration est du style utilisé pour la majorité des stations du métro, combinée aux aménagements spécifiques de cette ligne depuis son automatisation intégrale : les bandeaux d'éclairage sont blancs et arrondis dans le style « Gaudin » du « Renouveau du métro » des années 2000, et les carreaux de céramique blancs biseautés recouvrent les piédroits, la voûte ainsi que les tympans. La voûte de la crypte est peinte en blanc, tandis que ses colonnes sont recouvertes de petits carreaux de teinte sombre. Les cadres publicitaires sont en céramique blanche et le nom de la station est inscrit en police de caractères Parisine sur panneaux rétro-éclairés incorporés pour la plupart à des caissons parés de bois. Les quais sont équipés de sièges « Akiko » de couleur verte au droit des caissons précités et comportent des portes palières mi-hauteur.

### Intermodalité
La station est desservie par la ligne 73 du réseau de bus RATP et, la nuit, par les lignes N11 et N24 du réseau de bus Noctilien.

## Au cinéma
La station a servi de lieu de tournage à À bout de souffle (1960) de Jean-Luc Godard et au Samouraï (1967) de Jean-Pierre Melville.

## À proximité
- Avenue des Champs-Élysées
- Chambre de commerce et d'industrie de région Paris - Île-de-France
- Fouquet's
- Hôtel Fouquet's Barrière
- Hôtel George-V
- Hôtel Prince de Galles
- Lido (cabaret)
- Jardin de l'Hôtel-Salomon-de-Rothschild